# Envi

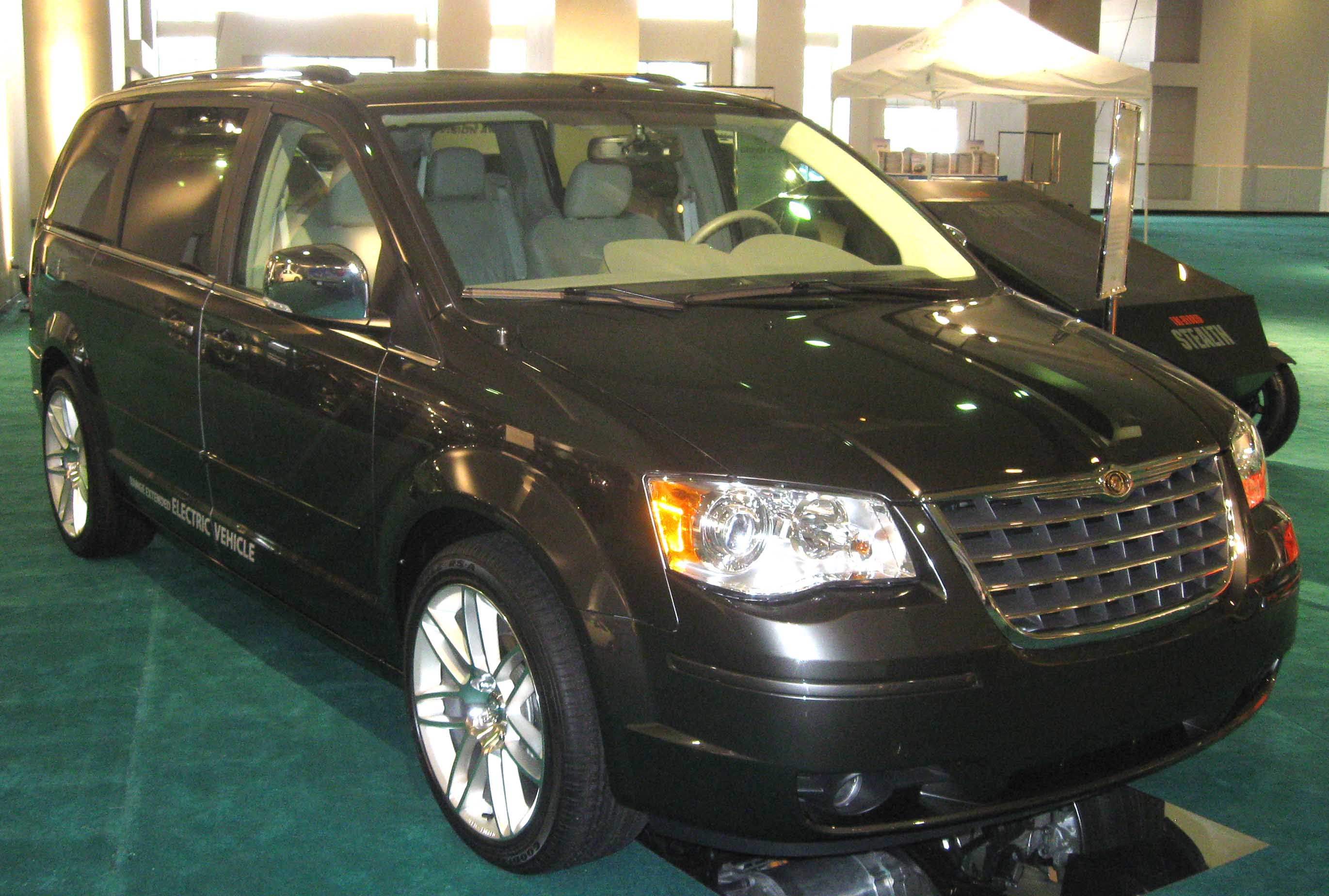
Chrysler Town & Country EV

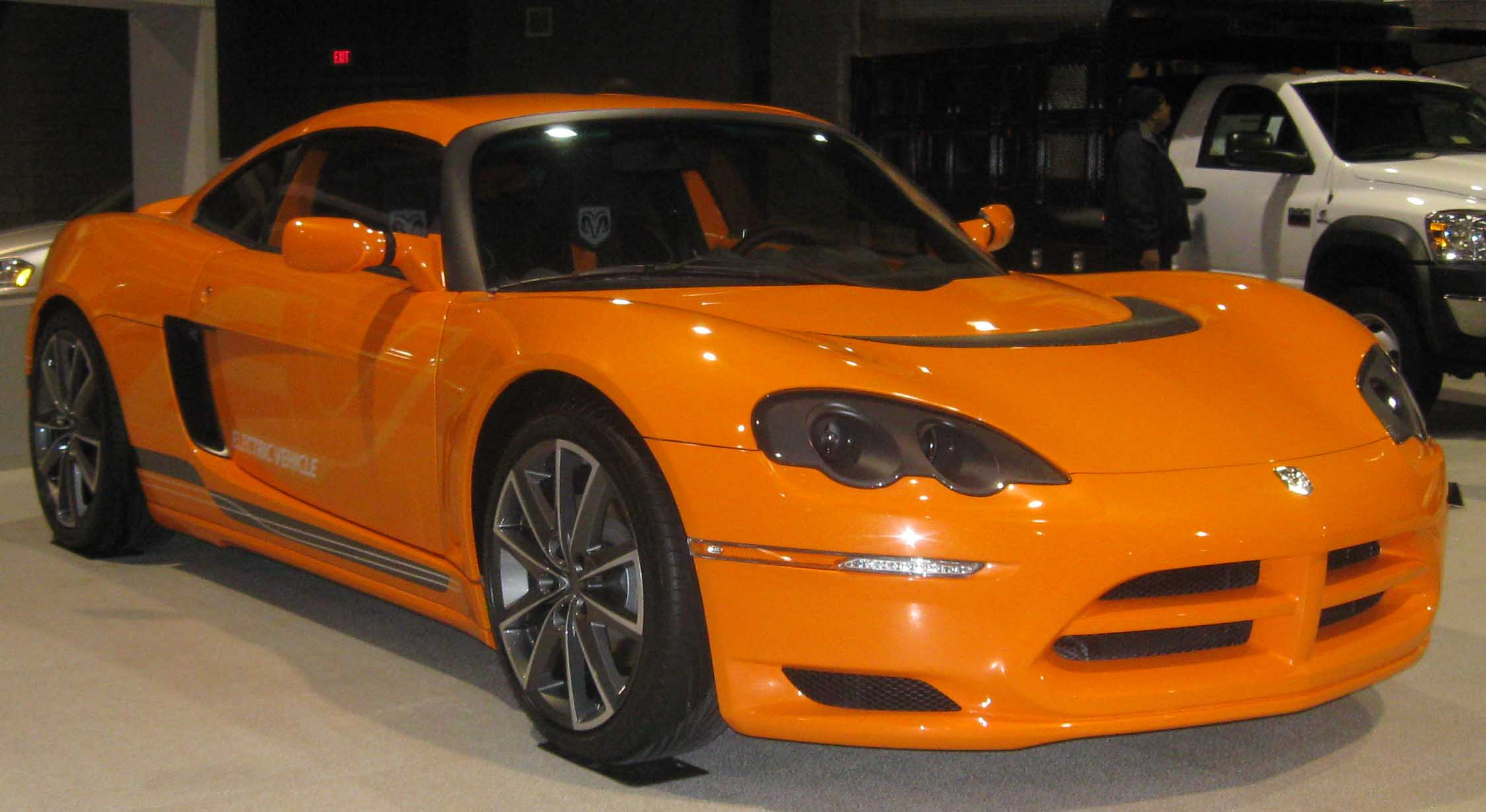
Dodge Circuit EV

Envi – amerykańskie przedsiębiorstwo specjalizujące się w rozwoju elektrycznych i hybrydowych samochodów, z siedzibą w Auburn Hills, działający w latach 2007–2009. Należał do amerykańskiego koncernu Chrysler Corporation.

## Historia
We wrześniu 2007 ówczesny amerykański koncern Chrysler Corporation ogłosił utworzenie nowego oddziału skoncentrowanego na rozwoju niszowej wówczas technologii samochodów elektrycznych. Envi, z nazwą zaczerpniętą od "ENvironment" oraz "New Vehicles", miało nie tylko prowadzić działania badawczo-rozwojowe, ale i przygotowywać technologię gotową do wdrożenia do seryjnej produkcji dla wszystkich z ówczesnych marek Chrysler Corporation. 
Już rok po powstaniu departamentu Envi, we wrześniu 2008 przedstawiło plan na pierwsze trzy samochody, które miały pojawić się na rynku do 2010 roku: w pełni elektryczny sportowy model Dodge'a, a także hybrydowe odmiany Chryslera Town & Country oraz Jeepa Wranglera. Kolejnym, czwartym i zarazem ostatnim projektem Envi został z kolei planowany Jeep Patriot EV przedstawiony w styczniu 2009 podczas Detroit Auto Show. Dalsze losy departamentu Envi skoplikował kryzys finansowy, a także upadłość Chryslera, którego od całkowitego zniknięcia z rynku uchronił sojusz z włoskim Fiatem. Nowy właściciel wprowadził strukturalne zmiany w dotychczasowych planach, ogłaszając rezygnację z zaawansowanych projektów samochodów konstrukcji Envi i zamknięcie całego oddziału w listopadzie 2009.

## Projekty
- Chrysler Town & Country EV (2008)
- Jeep Wrangler EV
- Dodge Circuit EV (2009)
- Jeep Patriot EV (2009)